# Conjunto Histórico de Rociana del Condado
El Centro Histórico de Rociana del Condado es el conjunto de edificios y espacios públicos que conforman el núcleo más antiguo del municipio de Rociana del Condado, en la provincia de Huelva. Este Conjunto Histórico fue declarado como Bien de Interés Cultural mediante el Decreto 275/2002 de la Consejería de Cultura de la Junta de Andalucía, publicado en el Boletín Oficial de la Junta de Andalucía nº136 del 21 de noviembre de 2002, entrando en vigor el 11 de diciembre de 2002.

## Justificación de la declaración
El Decreto de declaración del Conjunto Histórico, como justificación de esta protección, hace referencia en primer lugar a la historia del municipio, comenzando por el hallazgo de dos escoplos o hachas de piedra pulimentada halladas en las inmediaciones de la carretera de Niebla, hacia el Alcornocal, que presentan características de la cultura de Los Millares y que datan de alrededor del año 2500 a. C.. A continuación, el decreto habla de los restos de la época romana hallados y que incluyen restos de sillería y de una necrópolis. así como de los vestigios de la etapa musulmana en la que Rociana era una alquería perteneciente al Reino Taifa de Lebra o Algarbe, con capital en el municipio vecino de Niebla. Tras la toma de Niebla en 1262 por las tropas de Alfonso X, Rociana gozará de gobierno propio. Su desarrollo urbano varía a lo largo de los siglos según el desarrollo económico del momento, siendo crucial el apogeo de la economía vitivinícola a finales del siglo XIX y principios del siglo XX. El casco histórico es descrito por el Decreto de la siguiente forma:

«La trama urbana de Rociana está formada por calles estrechas y escaso número de plazas como las del Llano, Virgen del Rocío, Ntra. Sra. del Socorro, Plaza de la Constitución, el Parque y el Recinto ferial. Existen dos tipologías de vivienda tradicional: La de crujías paralelas a fachada y la de patio sevillano, ambas resueltas en dos plantas. La primera, con tres o cuatro crujías, fue la más utilizada. Estas crujías se organizan en torno a un pasillo central, que se convierte en un eje transversal estructurador de toda la casa. Muchas de estas construcciones sobresalen por la composición de sus fachadas. Destacan los remates cerámicos sobre los antepechos de las azoteas, la cerrajería de forja, carpinterías, la decoración con azulejos de estilo trianero en el interior y lisos en el exterior.
Dentro de los bienes inmuebles que posee la localidad debemos destacar el Ayuntamiento, del siglo XVIII, con claras referencias a otros Ayuntamientos barrocos del Condado como los de Bollullos o Almonte; la Hacienda situada entre las calles Hinojos y Socorro, edificio de carácter agrícola del siglo XVIII; la Bodega de San Antonio, del siglo XIX; la Ermita de la Virgen del Socorro, de 1749, que alberga a la patrona de la localidad; la Torre de los Alicantinos, chimenea que perteneció a una fábrica de alcoholes; la Ermita de San Bartolomé, hoy Casa de Cultura «Odón Betanzos Palacios», levantada en el siglo XVIII sobre los restos de un convento de dominicos de finales del XV; la Ermita de San Sebastián, del siglo XVIII, y la Iglesia Parroquial de San Bartolomé, originariamente mudéjar, reconstruida tras el incendio de 1936 en estilo neobarroco.
Con respecto al caserío de Rociana, existen algunos edificios de tradición barroca, pero el mayor número de viviendas de interés corresponde a principios del siglo XX, uno de los momentos más prósperos debido al auge de la viticultura desde finales del siglo XIX hasta mediados del XX. En este período se realizaron multitud de obras caracterizadas por la utilización del lenguaje regionalista con proliferación de elementos modernistas, especialmente en las cerrajerías.»

Boletín Oficial de la Junta de Andalucía nº 136 de 21 de octubre de 2002.

## Delimitación
La zona afectada por la declaración de Bien de Interés Cultural, con la categoría de Conjunto Histórico, del sector delimitado a tal efecto de la población de Rociana del Condado, comprende las parcelas, inmuebles, elementos y espacios públicos y privados, situados dentro de la línea de delimitación trazada sobre el plano catastral vigente. El límite está marcado por una línea virtual que se apoya sobre referencias físicas permanentes y visibles. Su descripción literal es la siguiente:

«Comienza la delimitación en el vértice Noroeste de la parcela catastral núm. 20 de la manzana catastral 30208, que hace esquina entre las calles Sevilla y Olivares, denominado como punto «O». Continúa hacia el Noreste por las traseras de las parcelas núms. 20, 19, 17, 16, 15, 14, 13, 12, 09, 08, 07 y 06, a la que rodea hasta enlazar con la trasera de la parcela núm. 05, que recorre para cruzar la calle de Andalucía y continuar por las traseras de las parcelas núms. 26 a 01 de la manzana 31212. Cruza la calle Amparo, hasta enlazar con el vértice Oeste de la parcela núm. 32 de la manzana 33222 y recorrer su medianera Noroeste y su trasera, así como la trasera de la parcela núm. 31. Cruza la calle de Candao, hasta recorrer las traseras de las parcelas núms. 17, 16, 15, 14, 11 y 10 de la manzana 34227, recorriendo la fachada de esta última en sentido Suroeste, hasta la altura de la medinera entre las parcelas 52 y 53 de la manzana 34213. Cruza la calle Cardenal Cisneros, para recorrer las traseras de las parcelas 52, 51, 50, 49 y 48 de la manzana 34213. Continúa en prolongación hasta el eje de la Avenida de Ramón y Cajal, recorriéndole en sentido Oeste, hasta enlazar con el eje de la calle Hinojos, hasta la altura de la fachada este de la parcela núm. 41 de la manzana 32192, recorriendo las traseras de las parcelas 41 a 22, 16 y 14, pertenecientes a las calles Hinojos y Miguel Hernández. Cruza la calle Callejilla, para recorrer las traseras de las parcelas núm. 23, 22, 21 y 20 de la manzana 32187, desviándose hacia el oeste por la medianera entre las parcelas 19 y 20. Cruza la calle Miguel Hernández y recorre la medianera entre las parcelas 15 y 16 de la manzana 31180, para recorrer a continuación las traseras de las parcelas núm. 15 a 01, pertenecientes a la calle Amargura y desviarse en sentido Suroeste por el eje de las calles Hinojos y Odón Betanzos, hasta la altura de la trasera de la parcela 09 de la manzana 29183, recorriendo las traseras de las parcelas núm. 09 a 01. Cruza la calle Honda y recorre las traseras de las parcelas núms. 04 a 01 de la manzana 29181. Cruza la calle Orozco y recorre las traseras de las parcelas núms. 05 a 01 de la manzana 29197, hasta encontrarse con el eje en que confluyen las calles Alameda y las Huertas, hasta encontrarse con la parcela 20 de la manzana 30208 y enlazar con el punto «O», origen de la delimitación.»
Boletín Oficial de la Junta de Andalucía nº 136 de 21 de octubre de 2002.

## Patrimonio arquitectónico

### Edificios religiosos
- Iglesia Parroquial de San Bartolomé: se trata del edificio más representativo del municipio. Es de estilo neobarroco y destaca su gran torre. Su construcción se llevó a cabo entre 1936 y 1958, sustituyendo a la anterior iglesia destruida durante la Guerra Civil.

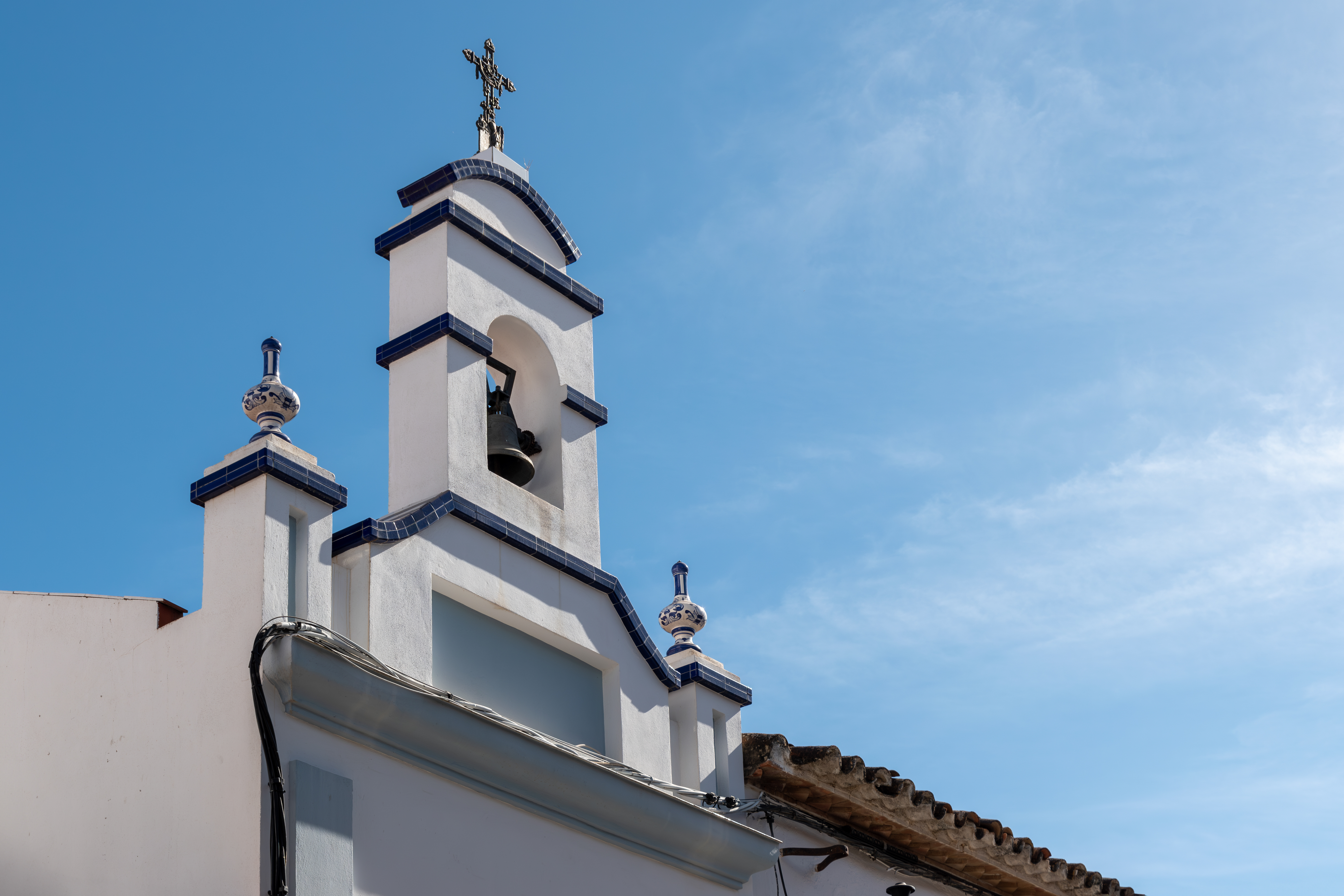
Espadaña de la Capilla de la Santa Cruz de la calle Las Huertas.

- Espadaña de la Capilla de la Santa Cruz de la calle Las Huertas.Ermita de San Sebastián: edificio que data del siglo XVIII, es una manifestación del neomudéjar tardío que aprovecha el ladrillo en su estilo constructivo, destacando así su portada. Tiene puerta ojival y se remata por un friso de arcos ciegos apuntados y entrelazados. A su vez se corona por una espadaña de dos cuerpos con campanas. Su interior es de planta de salón y la techumbre es mudéjar. Actualmente, es la sede de una de las Cruces de Mayo de Rociana, la Santa Cruz de la Calle La Fuente.

- Ermita de Nuestra Señora del Socorro: su estilo arquitectónico es barroco, se trata de una importante construcción y uno de los edificios más visitados del municipio. La ermita data de 1749 y acoge la imagen de la patrona, la Virgen del Socorro, obra anónima del siglo XVI, atribuida a Jerónimo Hernández. Su portada está formada por un arco de medio punto de entrada enmarcado por sencillas pilastras y rematado por un frontón roto.
- Capilla de la Santa Cruz de la Calle Las Huertas.

### Edificios civiles
- Casa de la Cultura Odón Betanzos Palacios: es un edificio barroco de tres plantas levantado sobre un antiguo convento dominico del siglo XV y posteriormente Ermita de San Bartolomé. Está rematado por una cúpula barroca de media naranja decorada con pinturas al fresco.

- Casas Señoriales del casco histórico: la riqueza del casco histórico de Rociana del Condado, se ve justificada por el apogeo vinícola de principios de siglo XX. De este modo, los personajes más nobles edificaron grandes casas que destacan por la labor de cerrajería, ladrillo, azulejería y sus imponentes fachadas. Se trata de viviendas de dos plantas construidas la mayoría de finales del siglo XIX y principios del siglo XX. Todos los caserones construidos desde el comienzo de la Guerra Civil, que aún se mantienen, presentan una línea regionalista.

- La Hacienda: se sitúa en la plaza del mismo nombre, es una construcción del siglo XVIII que responde a las constantes tipológicas de los edificios de carácter agrícola. Tiene planta rectangular, con altos muros, numerosas ventanas y vanos de entrada. En sus esquinas se conservan dos antiguos molinos de sección rectangular y terminada en un remate cónico propio de estas construcciones. En su interior existía un sistema de contrapesos para moler la aceituna. En dicho edificio se encuentra actualmente la nueva Biblioteca Pública Municipal.

- Torre de los Alicantinos: fue construida a principios del siglo XX y cuenta con una altitud de 36 m. La torre es una gran chimenea, de sección poligonal y decreciente en altura, y formaba parte de la infraestructura de destilería de unas bodegas, de las que solo quedan algunos arcos y una puerta de entrada fechada en 1908.

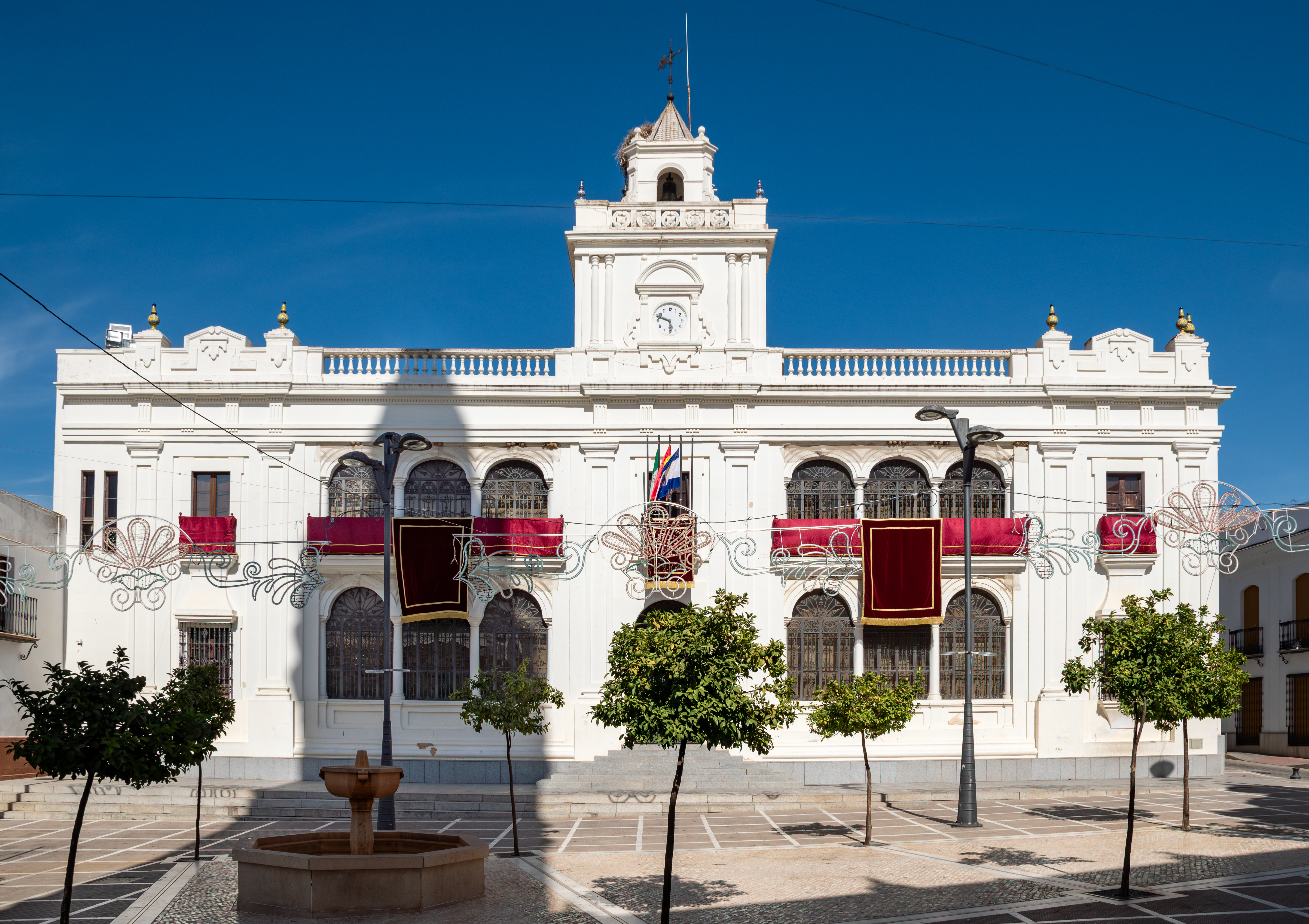
Fachada del Ayuntamiento.

- Fachada del Ayuntamiento.Torre del Alambique: esta torre alambique, de estilo tradicional y construida a principios del siglo XX, estaba destinada a la destilación de alcohol y era un elemento más de la amplia bodega de la que formaba parte, hoy desaparecida. Actualmente forma parte del Hostal Monteluna, ideal para alojarse en la localidad.

- Bodegas de San Antonio: fue una de las bodegas más importantes de esta localidad, no solo por ser una de las más fecundas y amplias, sino por la estética del edificio, de estilo tradicional, fechable a principios del siglo XX. Su planta presenta el esquema tradicional de las antiguas bodegas: tres naves con la central mayor que las laterales. Estas están separadas por arcos de medio punto sobre pilares y se cubren en la central por cubierta a dos aguas y en las laterales a una.

- Ayuntamiento: edificio de estilo barroco reformado en 1940 sobre el edificio original de 1750.